# Popina
Popina (bulgariska: Попина) är ett distrikt i Bulgarien.   Det ligger i kommunen Obsjtina Sitovo och regionen Silistra, i den nordöstra delen av landet, 300 km nordost om huvudstaden Sofia.
Trakten runt Popina består till största delen av jordbruksmark. Runt Popina är det ganska tätbefolkat, med 96 invånare per kvadratkilometer.